# Acanthodelta ezeoides
Acanthodelta ezeoides är en fjärilsart som beskrevs av Embrik Strand 1915. Acanthodelta ezeoides ingår i släktet Acanthodelta och familjen nattflyn. Inga underarter finns listade i Catalogue of Life.